# Samy Pavel
Pour les articles homonymes, voir Pavel (homonymie).
 (octobre 2021).
Si vous disposez d'ouvrages ou d'articles de référence ou si vous connaissez des sites web de qualité traitant du thème abordé ici, merci de compléter l'article en donnant les références utiles à sa vérifiabilité et en les liant à la section « Notes et références ».
Samy Pavel est un acteur, écrivain et réalisateur belgo-égyptien né sous le nom de Sami Seraphim le 5 novembre 1944 au Caire.

## Biographie

### Formation
À l'âge de 16 ans, Samy Pavel quitte l'Égypte pour la Belgique. Suit une formation d'acteur à l'INSAS Institut national supérieur des arts du spectacle et des techniques de diffusion à Bruxelles. Il se rend ensuite à Paris où il suit les cours d’Yves Furet à l'Actors Studio.

### Acteur
En Égypte, à l'âge de 15 ans il commença sa carrière d'acteur sous le nom de Sami Loufti dans le film Saladin de Youssef Chahine.
Il est acteur au Théâtre royal des Galeries dès 1962, notamment dans Huis clos (Sartre) Jean-Paul Sartre, Maître après Dieu Jan de Hartog. Il joue à Paris avec la Compagnie Sophie Laurence : Brittanicus (Racine), Hamlet (Shakespeare), La Descente d'Orphée, Un tramway nommé Désir (Tennessee Williams).
En Italie, il est acteur principal pour les Frères Taviani dans Sous le signe du scorpion et Saint Michel avait un coq. Il joue également pour Sergio Spina dans L'Âne d’or, dans La Loi des gangsters de Siro Marcellini, dans Pussycat, Pussycat, I Love You (en) de Rodney Amateau et dans Paul et Françoise de Gianni Vernuccio.

### Réalisateur-scénariste
C´est à 27 ans que Samy Pavel écrit et produit son premier film  Les Deux Saisons de la vie, primé au Mostra de Venise en 1972. Il tourne de nombreux films en tant que metteur en scène. Il collabore entre autres avec Ennio Morricone et Nino Céleste, découvre Gabriel Yared, ainsi que des acteurs comme Niels Arestrup,  Irène Jacob, Jean-Pierre Lorit.

## Filmographie

### Réalisateur
- 1972 : Les Deux Saisons de la vie
- 1974 : Miss O'Gynie et les Hommes fleurs
- 1976 : L'Arriviste
- 1979 : Claude François, le film de sa vie (documentaire)
- 1984 : La Maison de la mémoire
- 1985 : L'Été provisoire
- 1993 : La Passion Van Gogh
- 1994 : Le Moulin de Daudet
- 2001 : The Music Garden
- 2012 : In a Small World
- En production : Les Jours d'Aure

### Acteur
- 1963 : Saladin (الناصر صلاح الدين, Al Nasser Salah Ad-Din) de Youssef Chahine
- 1969 : La Loi des gangsters (La legge dei gangsters) de Siro Marcellini
- 1969 : Sous le signe du scorpion (Sotto il segno dello scorpione) des frères Taviani
- 1970 : L'Âne d'or (L'asino d'oro: processo per fatti strani contro Lucius Apuleius cittadino romano) de Sergio Spina
- 1970 : Pussycat, Pussycat, I Love You (en) de Rodney Amateau
- 1971 : Paul et Françoise (Paolo e Francesca) de Gianni Vernuccio
- 1971 : Saint Michel avait un coq (San Michele aveva un gallo) des frères Taviani
- 1972 : Les Deux Saisons de la vie de Samy Pavel